# Gerlandino Messina
Gerlandino Messina (* 22. Juli 1972 in Porto Empedocle) ist ein Clanchef der Cosa Nostra in Sizilien im Freien Gemeindekonsortium Agrigent.

## Leben
Das italienische Innenministerium führte ihn bis zu seiner Verhaftung am 23. Oktober 2010 in Favara in der Provinz Agrigent seit 1999 auf der Liste der gesuchten Mafiamitglieder.
Er ist der Sohn von Giuseppe Messina, der der Clanchef der Cosa Nostra von Porto Empedocle war. Giuseppe Messina wurde am 8. Juli 1986 vom Grassonelli-Clan ermordet, der zur Stidda gehört. Die Stidda ist eine kriminelle Organisation in Sizilien, die sich im Kampf mit der Cosa Nostra befindet. Als Rache für den Mord an Giuseppe Messina wurden am 21. September 1986 sechs Mitglieder des Grassonelli-Clans im sogenannten Porto Empedocle-Massaker umgebracht.
Gerlandino Messina gilt als einer der Chefs der Cosa Nostra in der Provinz Agrigent und seit 2003 als Stellvertreter von Giuseppe Falsone, der im Juni 2010 verhaftet wurde. Seit dieser Verhaftung übernahm Gerlandino Messina dessen Führungsfunktion. Mit dem lokalen Boss der Cosa Nostra in Porto Empedocle Luigi Putrone lieferte er sich jahrelange Kämpfe um die Vorherrschaft.
Gerlandino Messina wurde am 23. Oktober 2010 in seinem Haus in Favara von einer Spezialeinheit der Carabinieri, der Gruppo di Intervento Speciale (GIS), verhaftet. Er wurde wegen seiner Verbindungen zur Cosa Nostra und mehrerer Morde gesucht, darunter der Mord an dem Polizeibeamten Giuliano Guazzelli im April 1992.